# Trichaphodioides simplicitarsis
Trichaphodioides simplicitarsis är en skalbaggsart som beskrevs av Müller 1941. Trichaphodioides simplicitarsis ingår i släktet Trichaphodioides och familjen Aphodiidae. Inga underarter finns listade i Catalogue of Life.